# Liste von Kraftwerken in Bangladesch
Die Kraftwerke in Bangladesch werden sowohl auf einer Karte als auch in Tabellen (mit Kennzahlen) dargestellt. Die Liste ist nicht vollständig.

## Installierte Leistung und Jahreserzeugung
Laut CIA hatte Bangladesch im Jahr 2020 eine (geschätzte) installierte Leistung von 18,461 GW; der Stromverbrauch lag bei 76,849 Mrd. kWh. Der Elektrifizierungsgrad lag 2019 bei 83 % (93 % in den Städten und 77 % in ländlichen Gebieten). Bangladesch war 2019 ein Nettoimporteur von Elektrizität; es importierte 6,786 Mrd. kWh.
Laut der Energy Information Administration (EIA) stieg die installierte Leistung von 1 GW im Jahr 1980 auf 18 GW im Jahr 2021; die Jahreserzeugung stieg von 2,7 Mrd. kWh im Jahr 1980 auf 81 Mrd. kWh im Jahr 2021.
Installierte Leistung (in GW). Quelle: EIA
Jahreserzeugung (in Mrd. kWh). Quelle: EIA

## Karte
| Ashuganj |

| Barapukuria |

| Bibiyana 2 |

| Haripur |

| Ghorasal |

| Karnaphuli |

| Khulna |

| Khulna KPLC |

| Matarbari |

| Meghnaghat.Pendekar |

| Meghnaghat.Summit |

| Payra |

| Rampal |

| Raozan |

| Ruppur |

| Siddhirganj |

| Sirajganj |

## Kernkraftwerke
| Name   | Block | Reaktortyp | Modell     | Status | Netto- leistung in MWe (Design) | Brutto- leistung in MWe | Therm. Leistung in MWt | Baubeginn  | Erste Kritikalität | Erste Netzsyn- chronisation | Kommer- zieller Betrieb (geplant) | Abschal- tung (geplant) | Einspeisung in TWh |
| ------ | ----- | ---------- | ---------- | ------ | ------------------------------- | ----------------------- | ---------------------- | ---------- | ------------------ | --------------------------- | --------------------------------- | ----------------------- | ------------------ |
| Ruppur | 1     | PWR        | VVER V-523 | In Bau | 1080                            | 1200                    | 3200                   | 30.11.2017 | –                  | –                           | –                                 | –                       | –                  |
| Ruppur | 2     | PWR        | VVER V-523 | In Bau | 1080                            | 1200                    | 3200                   | 14.07.2018 | –                  | –                           | –                                 | –                       | –                  |

## Wärmekraftwerke
| Name                  | Block   | Inst. Leistung (MW) | Typ / Brennstoff | Status     | Anmerkung                                 |
| --------------------- | ------- | ------------------- | ---------------- | ---------- | ----------------------------------------- |
| Ashuganj              |         | 1.755               | GuD, Erdgas      | in Betrieb |                                           |
| Bibiyana 2            |         | 341                 | GuD, Erdgas      | in Betrieb |                                           |
| Barapukuria           |         | 250                 | Steinkohle       | in Betrieb |                                           |
| Ghorasal              |         | 950                 | Erdgas           | in Betrieb |                                           |
| Haripur               |         | 456                 | GuD, Erdgas      | in Betrieb |                                           |
| Khulna                |         | 225                 | GuD, Erdgas      | in Betrieb |                                           |
| Khulna KPLC           |         | 545                 | Schweröl, Diesel | in Betrieb |                                           |
| Matarbari             | 1 bis 2 | 1200                | Kohle            | in Bau     | 2 × 600 MW                                |
| Meghnaghat (Pendekar) | 1       | 450                 | GuD, Erdgas      | in Betrieb | 3 × 150 MW                                |
| Meghnaghat (Summit)   |         | 927                 | GuD, Erdgas      | in Betrieb | Meghnaghat: 337 MW; Meghnaghat II: 590 MW |
| Payra                 | 1 bis 2 | 1320                | Kohle            | in Betrieb | 2 × 660 MW; Block 3 bis 4 in Bau          |
| Rampal                | 1 bis 2 | 1320                | Kohle            | in Betrieb | 1 × 660 MW; Block 2 in Bau                |
| Raozan                |         | 420                 | Erdgas           | in Betrieb |                                           |
| Siddhirganj           |         | 450                 | Erdgas           | in Betrieb |                                           |
| Sirajganj             |         | 225                 | Erdgas           | in Betrieb |                                           |

## Wasserkraftwerke
| Name       | Anz. Turb. | Inst. Leistung (MW) | Fluss      | Status     | Anmerkung            |
| ---------- | ---------- | ------------------- | ---------- | ---------- | -------------------- |
| Karnaphuli | 5          | 230                 | Karnaphuli | in Betrieb | 2 × 40 MW; 3 × 50 MW |

## Windparks
Ende 2022 waren in Bangladesch Windkraftanlagen (WKA) mit einer installierten Leistung von 3 MW in Betrieb.
| Name       | Anz. WKA | Inst. Leistung (MW) |  | Status  | Anmerkung |
| ---------- | -------- | ------------------- |  | ------- | --------- |
| Chittagong |          | 400                 |  | geplant |           |